# José Alejandro Nava
José Alejandro Nava Álvarez (* 20. September 1979 in Mexiko-Stadt) ist ein ehemaliger mexikanischer Fußballspieler auf der Position eines Stürmers.

## Leben
Nava ging aus der Nachwuchsabteilung von Chivas Guadalajara hervor,  für die er sein Debüt in der mexikanischen Primera División am 13. Februar 2000 im mexikanischen Superklassiker gegen den Club América (3:0) gab, als er in der 84. Minute eingewechselt wurde.
Nava hatte einen regelrechten Einstand nach Maß: in seinem ersten Profijahr 2000 kam er in 19 Punktspielen zum Einsatz und erzielte vier Tore; diese sogar alle in seiner ersten Halbsaison, der Clausura 2000. Im selben Jahr gelangen ihm darüber hinaus drei Tore in der Copa Merconorte; ein Doppelpack beim 3:2-Auswärtssieg gegen die Estudiantes de Mérida sowie ein „Last-Minute-Goal“ beim 3:3 gegen Atlético Nacional. Im selben Jahr kam er auch in einem Testspiel der „A-Nationalmannschaft Mexikos“ gegen den Iran (2:1) zum Einsatz, nachdem er bereits im Vorjahr alle fünf Spiele für die U-20-Nationalmannschaft bei der Junioren-Fußballweltmeisterschaft 1999 absolviert hatte.
Doch die Zahl seiner Einsätze nahm bald rapide ab und nachdem er sich auch bei den in seiner Geburtsstadt ansässigen Vereinen Atlante und América nicht durchsetzen konnte, absolvierte er bereits im Jahr 2002 sein letztes Spiel in der höchsten mexikanischen Liga, bevor er bei den unterklassigen Jaguares de Tapachula spielte.
Später Höhepunkt seiner Karriere war der Gewinn der guatemaltekischen Fußballmeisterschaft mit Juventud Escuintleca in der Apertura 2011.

## Erfolge
- Guatemaltekischer Meister: Apertura 2011